# پی‌سی‌ای‌ای
پی‌سی‌ای‌ای (به انگلیسی: PCAA) با فرمول شیمیایی C۱۷H۲۵NO۲ یک ترکیب شیمیایی با شناسه پاب‌کم ۱۷۳۵۷۶ است. که جرم مولی آن ۲۷۵٫۳۸۶ g/mol می‌باشد. 